# 살레르노역
살레르노역(이탈리아어: Stazione di Salerno)은 이탈리아 캄파니아주 살레르노 시의 역으로, 1866년에 개업한 살레르노의 주요 철도역이다.

## 개요
살레르노 역은 여러 노선들이 만나는 지점에 위치해 있다. 개중에는 두 개의 주요 전국 노선이 있는데, 나폴리-살레르노 선과 살레르노-레조디칼라브리아 선이다. 이 역에서는 살레르노-메르카토산세베리노 선도 운행된다. 거기에 더하여 산타 루치아 터널이 건설되기 전에는 나폴리-살레르노 선의 일부였던 카바 데 티레니 선을 거쳐가는, 오래된 살레르노-노체라인페리오레 노선을 따라 움직이는 지역 열차들도 운행된다.

## 갤러리

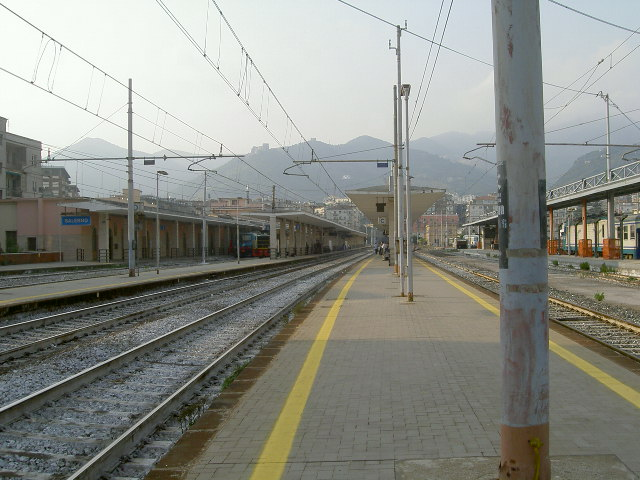
승강장의 모습
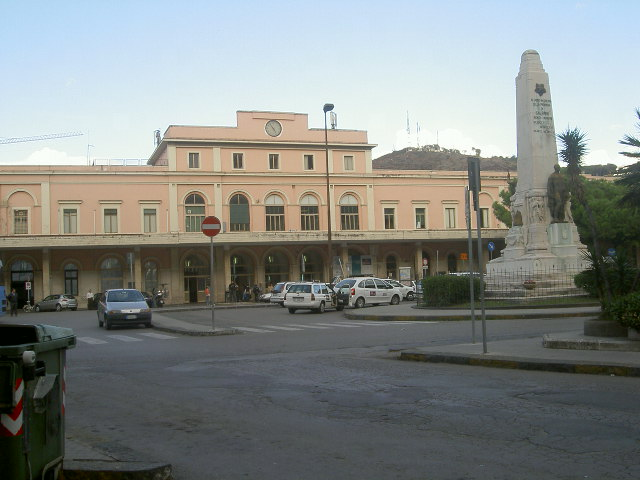
역 건물과 비토리오 베네토 광장의 기둥

## 경유 노선
살레르노 역은 지방 및 국내 장거리 열차의 중요한 중심역이다. 이탈리아 주도시 대부분과 연결되는 몇몇 고속 열차, 인터시티, 급행 열차가 운행된다. 2013년 11월 4일부터는 살레르노 시 교외 동부와 연결되는 '메트로 살레르노' 교외 철도도 운행이 시작되었다. 이 철도는 서쪽으로 연장하는 계획과 미래에 살레르노-폰테카냐노 공항과 연결하는 계획이 이뤄지고 있다.
살레르노 역을 경유하는 노선은 다음과 같다. (미완성)
- 고속 철도 (Frecciarossa) 토리노 - 밀라노 - 볼로냐 - 피렌체 - 로마 - 나폴리 - 살레르노
- 고속 철도 (Italo) 토리노 - 밀라노 - 볼로냐 - 피렌체 - 로마 - 나폴리 - 살레르노
- 고속 철도 (Italo) 베네치아 - 파두아 - 볼로냐 - 피렌체 - 로마 - 나폴리 - 살레르노
- 인터시티 (InterCity) 로마 - 나폴리 - 살레르노 - 타란토
- 야간 열차 (Intercity Notte) 토리노 - 밀라노 - 볼로냐 - 피렌체 - 로마 - 나폴리 - 살레르노 - 라메치아 테르메 - 레조 디 칼라브리아
- 지역 철도 (Treno regionale) 나폴리 - 살레르노 - 포텐차 - 메타폰토 - 타란토

| 트레니탈리아                              | 트레니탈리아        | 트레니탈리아                                |
| ----------------------------------------- | ------------------- | ------------------------------------------- |
| 나폴리 첸트랄레 토리노 포르타 누오바 방면 | 에우로스타 이탈리아 | 시·종착역                                   |
| 나폴리 첸트랄레 로마 테르미니 방면        | 에우로스타 이탈리아 | 사프리 레조 디 칼라브리아 첸트랄레 방면     |
| 나폴리 첸트랄레 로마 테르미니 방면        | 인터시티            | 바티팔리아 레조 디 칼라브리아 첸트랄레 방면 |
| 나폴리 첸트랄레 로마 테르미니 방면        | 인터시티            | 바티팔리아 타란토 방면                      |
| 나폴리 첸트랄레 로마 테르미니 방면        | 인터시티            | 사프리 팔레르모 첸트랄레 방면               |
| 나폴리 첸트랄레 로마 테르미니 방면        | 인터시티            | 사프리 시라쿠사 방면                        |
| 나폴리 첸트랄레 토리노 포르타 누오바 방면 | 인터시티 나이트     | 사프리 레조 디 칼라브리아 첸트랄레 방면     |
| 나폴리 첸트랄레 방면                      | 트레노 레조날레     | 폰테카냐노 타란토 방면                      |

## 같이 보기
- 이탈리아의 철도 역사
- 캄파니아 주의 철도역 목록
- 이탈리아의 철도
- 이탈리아의 철도역